# Festiwal Legend Rocka
Festiwal Legend Rocka – festiwal rockowy, odbywający się cyklicznie od 2007 roku, nieopodal Słupska, w amfiteatrze położonym na pograniczu miejscowości Strzelinko i Zamełowo, z inicjatywy Mirosława Wawrowskiego, zarządzającego gospodarzem imprezy – kompleksem hotelowym Dolina Charlotty.
Pierwszy Festiwal Legend Rocka powstał na bazie letniej imprezy pod nazwą „Święto Legendy”. Podczas pierwszej edycji, równocześnie z koncertami rockowymi, odbywającymi się w amfiteatrze na 10000 osób, na terenie Doliny Charlotty zorganizowano pokazy rękodzieła i odchodzących do lamusa zawodów, oraz pokazy Bractwa Rycerskiego. Kolejne edycje ukształtowały formułę festiwalu. Zrezygnowano z dodatkowych atrakcji na rzecz zwiększenia liczby występujących gwiazd.

## Formuła „Festiwalu Legend Rocka”
Festiwal trwa pięć dni: (weekendy) w lipcu i sierpniu. Podczas każdego dnia festiwalu na scenie odbywają się dwa lub trzy koncerty gwiazd lat siedemdziesiątych i osiemdziesiątych. Impreza jest biletowana.

## Gwiazdy pierwszej edycji festiwalu (2007)
- Free Blues Band, The Animals & Friends
- Terry Man, Ray Wilson
- Shannon, Krystyna Prońko

## Gwiazdy drugiej edycji festiwalu (2008)
- The Glitter Band, Middle of the Road, The Rubettes feat. Bill Hurd
- Maggie Reilly, Chris Norman
- The Animals & Friends, Mickey Finn's T. Rex
- Ray Wilson, Bonnie Tyler
- Ten Years After, Electric Light Band

## Gwiazdy trzeciej edycji festiwalu (2009)
- The Troggs, Wishbone Ash
- Mickey Finn's T. Rex, Slade
- Delhy Seed (Warszawa), Focus, Budgie
- Arthur Brown, Chicken Shack, The Yardbirds
- The Spencer Davis Group, Sweet, Nazareth

## Gwiazdy czwartej edycji festiwalu (2010)
- Resekcja (Słupsk), Hamburg Blues Band: Chris Farlowe & Clem Clempson (ex-Colosseum), Ken Hensley (założyciel Uriah Heep) & Live Fire
- White Room (Wejherowo/Gdynia), David Cross (ex-King Crimson), Omega
- Kruk (Dąbrowa Górnicza), Arthur Brown, Eric Burdon & The Animals
- Disperse (Biłgoraj), Maggie Bell, Dave Kelly & British Blues Quartet, Marillion
- Passion Fruit (Włocławek), Quidam, Nick Simper (współzałożyciel Deep Purple) & Nasty Habits, Procol Harum

## Gwiazdy piątej edycji festiwalu (2011)
- Samantha Fox, Susie Quatro
- Maggie Reilly, Bonnie Tyler
- Kruk, Deep Purple
- TSA, Saxon, UFO
- Boogie Chilli, Colosseum, Alvin Lee
- Dżem, Vanilla Fudge, Jack Bruce (ex-Cream)

## Gwiazdy szóstej edycji festiwalu (2012)
- Ray Manzarek & Robbie Krieger (ex-The Doors)
- Ten Years After, Savoy Brown, Cactus
- Kruk, Acid Drinkers, Thin Lizzy
- Złe Psy, Budka Suflera, Uriah Heep
- Chemia, Perfect, Paul Rodgers

## Gwiazdy siódmej edycji festiwalu (2013)
- Alice Cooper, Steak Number Eight (Belgia)
- John Mayall, HooDoo Band
- Carlos Santana, Kruk

## Gwiazdy ósmej edycji festiwalu (2014)
- Ian Anderson (Jethro Tull), Fish
- Bob Dylan

## Gwiazdy dziewiątej edycji festiwalu (2015)
- ZZ Top
- Carlos Santana
- Robert Plant

## Gwiazdy dziesiątej edycji festiwalu (2016)
- Carlos Santana, Suzi Quatro, Kasia Kowalska, The Jan Gałach Band
- Deep Purple, Marillion, Mike&The Mechanics, Turbo
- Whitesnake, The Sisters of Mercy, The Answer, Alergen

## Gwiazdy jedenastej edycji festiwalu (2017)
- 12 lipca: The Orchestra (w składzie byli członkowie Electric Light Orchestra i ELO Part II)
- 13 lipca: Yes (ft. Anderson, Rabin, Wakeman)
- 13 sierpnia: Patti Smith
- 15 sierpnia: Korn

## Gwiazdy dwunastej edycji festiwalu (2018)
- 20 lipca: Bryan Ferry
- 21 lipca: Billy Idol
- 4 sierpnia: Alan Parsons, the Waterboys

## Gwiazdy trzynastej edycji festiwalu (2019)
- 27 lipca: Status Quo